# Prigorsk
Prigorsk (russisch Приго́рск) ist eine Siedlung städtischen Typs in der Republik Chakassien (Russland) mit 2626 Einwohnern (Stand 14. Oktober 2010).

## Geografie
Die Siedlung liegt in der Steppenlandschaft etwa 25 km Luftlinie nordnordwestlich des Zentrums der Republikhauptstadt Abakan, im Tal des Flüsschens Bidscha, das etwa 10 km östlich in den Krasnojarsker Stausee des Jenissei mündet.
Prigorsk gehört zum Stadtkreis Tschernogorsk und ist von dessen Zentrum etwa 10 km in nördlicher Richtung entfernt. Zwischen Tschernogorsk und Prigorsk erhebt sich der Höhenzug Podkuninskije Gory bis auf knapp 600 m.

## Geschichte
Der Ort wurde Anfang der 1980er-Jahre im Zusammenhang mit dem Bau eines geheimen Großbetriebes des militärisch-industriellen Komplexes der Sowjetunion als Wohnsiedlung zunächst für die Bauarbeiter, später für die Beschäftigten des östlich gelegenen Werkes gegründet. Er erhielt 1986 (nach anderen Angaben 1988) den Status einer Siedlung städtischen Typs. Das Werk wurde später als Kombinat „Sibir“ bekannt und sollte vermutlich der Uran-Anreicherung für den Atomwaffenbau dienen.
Infolge der Perestroika und der Abrüstungsverhandlungen zwischen der Sowjetunion und den Vereinigten Staaten wurde das Werk überflüssig und der Bau gestoppt. In der Zeit des Zerfalls der Sowjetunion und des damit verbundenen Niedergangs der Wirtschaft misslang auch eine Umprofilierung des teilweise fertiggestellten Großobjektes; es wurde völlig aufgegeben und verfiel. Die Entwicklung des Ortes stagnierte.

### Bevölkerungsentwicklung
| Jahr | Einwohner |
| ---- | --------- |
| 1989 | 1767      |
| 2002 | 3351      |
| 2010 | 2626      |

Anmerkung: Volkszählungsdaten

## Wirtschaft und Infrastruktur
Ein kleiner Teil der Gebäude des nach 1990 aufgegebenen, teilweise fertiggestellten Kombinates Sibir dient heute Straflager; südlich der Siedlung befindet sich ein weiteres. Die Siedlung selbst ist mit ihren Plattenbauten Wohnvorort für hauptsächlich in Tschernogorsk und Abakan Beschäftigte.
Prigorsk liegt an der Fernstraße M54 (Russland), die  Krasnojarsk über Abakan mit der tuwinischen Hauptstadt Kysyl und der mongolischen Grenze verbindet. Auf dieser Straße besteht eine Busverbindung nach Tschernogorsk und Abakan. Bei Prigorsk zweigt eine Regionalstraße in das 67 km entfernte Sorsk ab.
Eine Eisenbahnstrecke für Güterverkehr, die in den 1980er-Jahren während des Baus des Kombinates von Tschernogorsk (von wo Anschluss an die Südsibirische Eisenbahn in Abakan besteht) herangeführt wurde, ist mittlerweile wieder abgebaut.